# Братська могила радянських воїнів (Шандрівка)

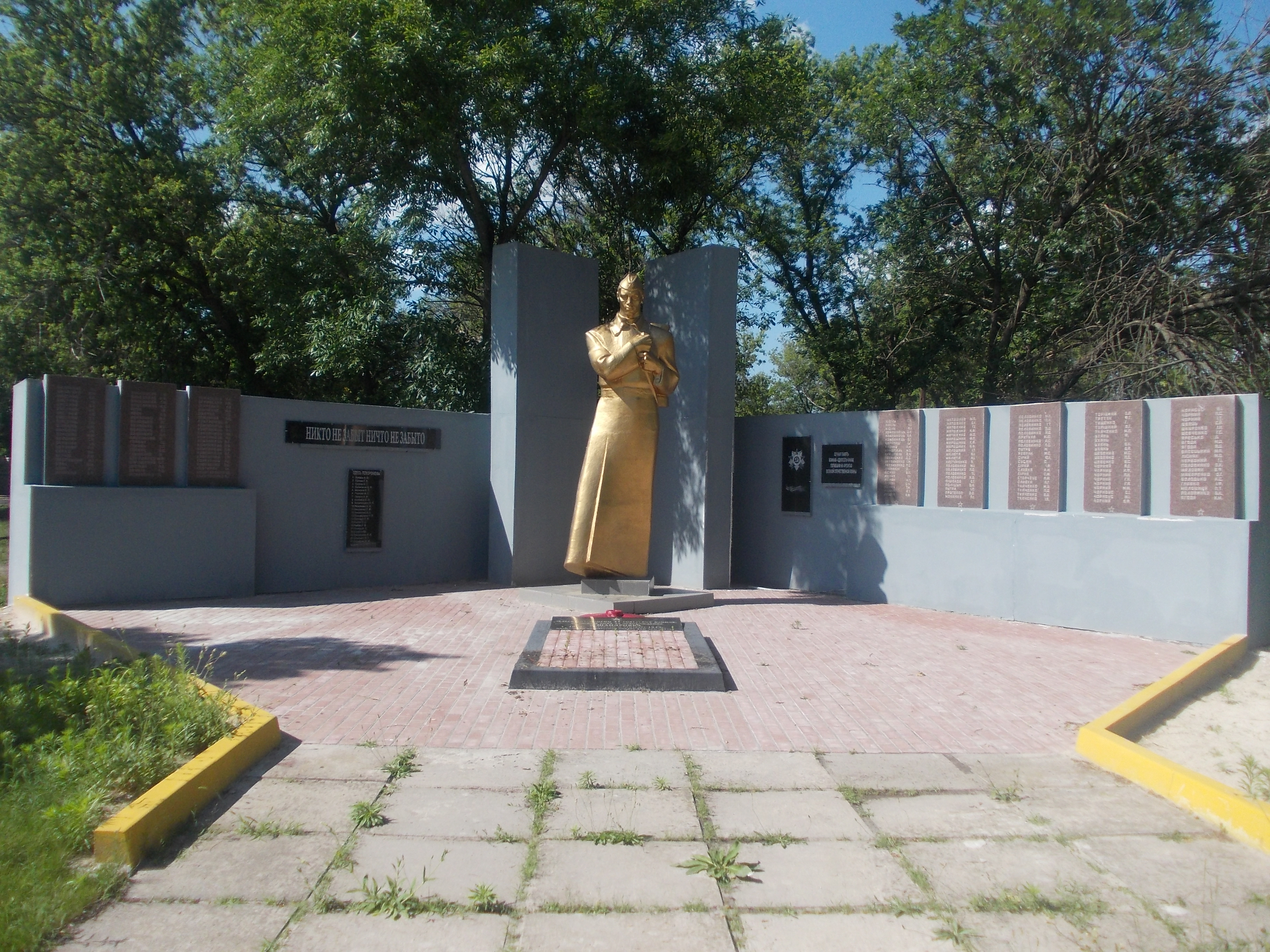
Братська могила радянських воїнів в с.Шандрівка

Братська могила радянських воїнів у с. Шандрівка Юр’ївського району Дніпропетровської області.  

## Історія
Братська могила радянських воїнів знаходиться на вулиці Шевченка, в центрі села, біля Будинку культури. Поховані 47 воїнів 6-ї армії Північно-Західного фронту, які загинули в лютому 1943 року, і 767 стрілецького полку 228 стрілецької дивізії І гвардійської армії Північно-Західного фронту, які загинули 16—19 вересня 1943 року при визволенні села від німецько-фашистських загарбників.
У 1948 році було проведено перезахоронення з місць боїв. У 1950-х роках біля могили було встановлено залізобетонну скульптуру «Воїн з каскою». У 1988 році було проведено реконструкцію та заміну скульптури воїна з каскою на скульптуру воїна в шинелі та пілотці, на плечі автомат. З обох сторін від пам’ятника розміщені стели з меморіальними дошками.
У 2011—2012 роках було проведено рекунструкцію пам’ятки.

## Персоналії
Прізвища загиблих невідомі.

## Додаток
Текст меморіальної дошки на могилі: «Здесь похоронены 47 советских воинов, павших в боях за освобождение с. Шандровки 1942 г., в феврале и сентябре 1943 г. Имена Ваши неизвестны, подвиг Ваш бессмертен».
Текст на лівій стелі: «Никто не забыт, ничто не забыто».
Текст на правій стелі: «Вечная память воинам-односельчанам, погибшим на фронтах Великой Отечественной войны».
Поховання та територія пам’ятки упорядковані.